# 群馬県道311号新田上江田尾島線
群馬県道311号新田上江田尾島線（ぐんまけんどう311ご うにったかみえだおじません）は、群馬県太田市を通る県道である。
新田上江田町の群馬県道69号大間々世良田線と群馬県道292号伊勢崎新田上江田線との交差点から、同市尾島町の群馬県道142号綿貫篠塚線と群馬県道275号由良深谷線との交差点を結ぶ。旧称、新田尾島線。

## 路線データ
- 起点：太田市新田上江田町（群馬県道69号大間々世良田線交点〈新田上江田町交差点〉)[注釈 1]
- 終点：太田市尾島町449番（群馬県道142号綿貫篠塚線交点〈尾島交差点〉）[注釈 2]

## 歴史
- 1959年（昭和34年）9月18日：群馬県より現・道路法に基づき、県道新田尾島線（新田郡新田町 - 同郡尾島町、整理番号10）として路線認定される[2]。
- 1979年（昭和54年）12月11日 - 東武伊勢崎線に架かる木崎跨線橋の開通式を挙行[3]。

## 重複区間
- 国道354号（太田市泉町 - 同市下田島町）

## 交差する道路
- 群馬県道69号大間々世良田線、群馬県道292号伊勢崎新田上江田線（太田市新田上江田町、新田上江田町交差点）
- 群馬県道312号太田境東線（太田市新田木崎町、新田木崎町交差点）
- 国道354号
- 群馬県道142号綿貫篠塚線・群馬県道275号由良深谷線（太田市尾島町、尾島交差点）